# 1233
| [ Edytuj tabelę ]                          |                                                               |
| Książę Małopolski                          | - 1232 Henryk I Brodaty 1238                                  |
| Książę Wielkopolski                        | - 1229 Władysław Odonic 1239                                  |
| Król Angkoru                               | - 1218 Indrawarman II 1244                                    |
| Król Anglii                                | - 1216 Henryk III 1272                                        |
| Król Aragonii i Walencji, hrabia Barcelony | - 1213 Jakub I Zdobywca 1276                                  |
| Książę Bawarii                             | - 1231 Otto II 1253                                           |
| Margrabia Brandenburgii                    | - 1220 Otto III 1267                                          |
| Książę Burgundii                           | - 1218 Hugo IV 1272                                           |
| Cesarz Bizancjum                           | - 1222 Jan III Dukas Watatzes 1254                            |
| Car Bułgarii                               | - 1218 Iwan Asen II 1241                                      |
| Cesarz Chin                                | - 1224 Song Lizong 1264                                       |
| Król Cypru                                 | - 1218 Henryk I 1253                                          |
| Król Czech                                 | - 1230 Wacław I 1253                                          |
| Król Danii                                 | - 1202 Waldemar II Zwycięski 1241                             |
| Władca Egiptu                              | - 1218 Al-Kamil 1238                                          |
| Król Francji                               | - 1226 Ludwik IX Święty 1270                                  |
| Król Gruzji                                | - 1223 Rusudan 1245                                           |
| Hrabia Holandii                            | - 1222 Floris IV Holenderski 1234                             |
| Cesarz Japonii                             | - 1232 Shijō 1242                                             |
| Kalif                                      | - 1226 Al-Mustansir 1242                                      |
| Król Kastylii                              | - 1217 Ferdynand III Święty 1252                              |
| Król Kastylii i Leónu                      | - 1230 Ferdynand III Święty 1252                              |
| Patriarcha Konstantynopola                 | - 1222 German II 1240                                         |
| Władca Korei                               | - 1213 Kojong 1259                                            |
| Książę Litwy                               | - 1219 Dowsprunk 1238                                         |
| Cesarz Łaciński                            | - 1228 Baldwin II de Courtenay 1261 - 1231 Jan z Brienne 1237 |
| Kalif Maroka                               | - 1232 Abd al-Wahid II 1242                                   |
| Król Nawarry                               | - 1194 Sanczo VII 1234                                        |
| Król Norwegii                              | - 1217 Haakon IV Stary 1263                                   |
| Hrabia Palatynatu                          | - 1227 Otton I Bawarski 1253                                  |
| Papież                                     | - 1227 Grzegorz IX 1241                                       |
| Król Portugalii                            | - 1223 Sancho II 1248                                         |
| Sułtan Rumu                                | - 1220 Kajkubad I 1237                                        |
| Książę Rusi halickiej                      | - 1229 Daniel II 1235                                         |
| Cesarz Rzymski (niemiecki)                 | - 1220 Fryderyk II 1250 - 1232 Henryk VII 1235                |
| Książę Saksonii                            | - 1212 Albrecht I 1260                                        |
| Król Serbii                                | - 1228 Stefan Radosław 1234                                   |
| Król Singasari                             | - 1227 Anuśpati 1248                                          |
| Król Szkocji                               | - 1214 Aleksander II 1249                                     |
| Król Szwecji                               | - 1229 Knut Długi 1234                                        |
| Doża Wenecji                               | - 1229 Jacopo Tiepolo 1249                                    |
| Król Węgier                                | - 1205 Andrzej II 1235                                        |
| Wielki mistrz zakonu krzyżackiego          | - 1209 Hermann von Salza 1239                                 |

Rok 1233 / MCCXXXIII
stulecia: XII wiek ~
XIII wiek ~
XIV wiek

lata: 1223 «
1228 «
1229 «
1230 «
1231 «
1232 «
1233
» 1234
» 1235
» 1236
» 1237
» 1238
» 1243

## Wydarzenia w Polsce
- 6 stycznia – Kazimierz, książę łęczycki i kujawski zgodził się, żeby zakon krzyżacki objął ziemię chełmińską.
- 28 grudnia – Hermann von Salza dokonał lokacji Chełmna i Torunia na prawie magdeburskim. Lokacja Torunia dotyczy części Starówki zwanej Stare Miasto, w odróżnieniu od Nowego Miasta, drugiej części toruńskiej Starówki (lokowanej w 1264).
- Książę śląski Henryk I Brodaty rozpoczął opanowywanie Wielkopolski. Rycerstwo tamtejsze podniosło właśnie otwarty bunt przeciwko Władysławowi Odonicowi, którego stale popierał kler. Ostatecznie Henryk Brodaty zajął Poznań i Kalisz. Arcybiskup gnieźnieński Pełka rzucił na Henryka Brodatego klątwę.

## Urodzili się
- 15 sierpnia – Filip Benicjusz, włoski serwita, założyciel serwitek, święty katolicki (zm. 1285)

- Róża z Viterbo – włoska tercjarka franciszkańska, święta katolicka (zm. 1253)
- Przemysł Ottokar II – król Czech z dynastii Przemyślidów (data sporna lub przybliżona) (zm. 1278)

## Zmarli
- 30 lipca – Konrad z Marburga, niemiecki norbertanin, inkwizytor, znany z okrucieństwa (ur. ok. 1180/90)
- 5 września – Peregryn z Falerone, włoski prawnik, franciszkanin, błogosławiony (ur. ok. 1180)
- Boemund IV – hrabia Trypolisu i książę Antiochii (ur. 1172)